# 鼠冠黄鹌
鼠冠黄鹌（学名：Youngia cineripappa）为菊科黄鹌菜属下的一个种。

## 扩展阅读
維基物種上的相關：鼠冠黄鹌